# لودفيغ فورستر
لودفيغ فورستر (بالألمانية: Ludwig Förster)‏ هو مهندس معماري وبروفيسور نمساوي، ولد في 8 أكتوبر 1797 في آنسباخ في ألمانيا، وتوفي في 16 يونيو 1863 في Bad Gleichenberg ‏ في النمسا.